# 투일라에파 사일렐레 말리엘레가오이
투일라에파 아이오노 사일렐레 말리엘레가오이(영어: Tuilaepa Aiono Sailele Malielegaoi, 1945년 4월 14일 레파(Lepa) ~ )는 사모아의 정치인이다. 소속 정당은 인권보호당이며 뉴질랜드 오클랜드 대학교 출신이다. 1998년 11월 23일부터 2021년 5월 24일까지 총리를 역임하였다.